# Christoph Nix
Christoph Nix (* 26. Oktober 1954 in Ehringshausen, Hessen) ist ein deutscher Jurist und Theaterintendant. Von der Spielzeit 2006/2007 bis 2020 war er als Intendant am Stadttheater Konstanz tätig.

## Leben und Wirken
Christoph Nix studierte nach seinem Abitur, das er 1973 in Herborn ablegte, Rechts- und Politikwissenschaften an der Justus-Liebig-Universität Gießen. Nach dem Referendariat am Landgericht Frankfurt am Main legte er 1985 die Zweite Juristische Staatsprüfung ab. 1990 wurde Nix mit einer Dissertation über die Vereinigungsfreiheit im Strafvollzug an der Universität Bremen mit magna cum laude zum Dr. jur. promoviert.

### Jurist
Seine Praxis übte Nix von 1985 bis 1990 in Gießen aus, wurde dann als Rechtsanwalt am Kammergericht in Berlin zugelassen und war bis 2020 als Rechtsanwalt in einer Konstanzer Kanzlei tätig. Er arbeitete überregional als Strafverteidiger, vor allem im Bereich der Kapitalverbrechen, und profilierte sich im Wiederaufnahmerecht.
Ab 1988 lehrte Nix Strafrecht an der Evangelischen Hochschule Hannover. 1990 wurde Christoph Nix an der Evangelischen Fachhochschule Hannover zum Professor ernannt. Er unterrichtete auch an der Humboldt-Universität Berlin von 1992 bis 2003, der Universität der Künste Berlin 2004/2005 und an der Universität Kassel. Seit 2006 lehrt er an der Universität Bremen Jugendstrafrecht und hält Vorträge an der Universität Zürich. Christoph Nix hat über 150 Veröffentlichungen aufzuweisen und Standardwerke verfasst im Bühnenrecht, im Jugendhilfe- und im Jugendstrafrecht. Im Frühjahr 2011 erschien sein Lehrbuch Einführung in das Jugendstrafrecht gemeinsam mit Winfried Möller und Carsten Schütz.
Seit dem Jahr 2011 ist Nix außerdem Honorarprofessor an der Universität Bremen.

### Theater
In den 1980er Jahren erlernte Nix die Figur des Clowns bei den beiden Clowns Bernd Bartsch und Reinhard Kaul. Die Gruppe nannte sich Freies Theater Gießen. Das Stück Der Papst und das Fahrrad spielte Nix gemeinsam mit seinem Partner Edgar Löber über hundertmal.
1985 bis 1988 spielte Nix bei Augusto Boal und Gardi Hutter. Sie gehören zu seinen wichtigsten Lehrern. Er trat als Clown im Europa Circus Bügler auf. 1990 ging Nix zunächst als Regieassistent an das Berliner Ensemble zu dem bekannten Brecht-Schüler Peter Palitzsch. Hier spielte er auch in der Eröffnungsinszenierung von Shakespeares Perikles den Prinzen von Sardinien. 1994 wurde er Intendant am Theater in Nordhausen. Über diese Zeit verfasste er den Roman Rabenjagd. Nordhausen wurde zum "Kulttheater", denn Regisseure wie Armin Petras und Horst Hawemann, Dissidenten der DDR-Zeit, fanden hier ein künstlerisches Zuhause. Gegen den Widerstand der Ministerialbürokratie wurde Nix 1999 Intendant am Staatstheater Kassel, eine künstlerisch überaus erfolgreiche Zeit, die politisch voller Intrigen war. Nix reformierte das Musiktheater mit Regisseuren wie Sebastian Baumgarten, Antje Kaiser, Jasmina Hadziametovic, aber auch Wolfram Mehring inszenierte hier. Sänger wie Jonas Kaufmann und Annette Dasch waren in Kassel engagiert.
Nach zahlreichen Konflikten innerhalb des Staatstheaters u. a. mit dem Generalmusikdirektor und dem Orchester, mit einer gegen ihn gerichteten Kasseler Bürgerinitiative „Kassel hat mehr verdient als Nix“, mit dem Oberbürgermeister der Stadt Kassel und mit der Kultusministerin wurde Nix’ Vertrag in Kassel nicht verlängert und er verließ das Theater im Jahr 2004.
Der Kölner Oberbürgermeister Fritz Schramma (CDU), der von den Qualitäten des Intendanten überzeugt schien, stellte Nix 2004 zunächst als neuen Kulturdezernenten der Stadt Köln vor. Nix scheiterte jedoch am Widerstand im Stadtrat, der eine Ernennung von Nix ablehnte. Für die Stadt Köln und Christoph Nix war dies ein peinlicher Vorgang, da Nix im Glauben an eine feste Zusage die angebotene Rektoratsstelle an der Hochschule Neubrandenburg bereits abgelehnt hatte. In der Folge mussten der Fraktionsvorsitzende Jürgen Klipper und der kulturpolitische Sprecher Richard Blömer ihre Ämter aufgeben.
Nix lehrte daraufhin wieder Strafrecht und wurde Vorsitzender der Beschwerdekammer zur Prüfung der Wirtschaftlichkeit der Vertragsärzte in Niedersachsen. Er baute die dortige Geschäftsstelle aus. Gemeinsam mit dem Vizepräsidenten des Oberlandesgerichts Celle, Klaus Wilde, publizierte er zu diesem Rechtsgebiet.
Im September 2006 wurde Nix Intendant am Stadttheater in Konstanz. Er setzte sich am 15. Dezember 2005 im Gemeinderat mit einer Stimme Mehrheit gegen die Hildesheimer Chef-Dramaturgin Barbara Ellenberger durch. Das Theater Konstanz hatte seitdem zum ersten Mal in seiner Geschichte beständig über 100.000 Besucher, ein Ensemble mit 22 Schauspielern und zahlreiche Erst- und Uraufführungen. Am 17. November 2008 wurde sein Vertrag als Intendant trotz Personalquerelen vom Gemeinderat einstimmig bis in das Jahr 2016 verlängert. In der Folgezeit gab es öffentlich Kritik am Führungsstil des Intendanten. Wegen dieser Vorwürfe ist der Intendant mittlerweile rehabilitiert. Sein Vertrag in Konstanz endete schließlich 2020.
Nix ist Mitglied am Berner Institut für Theaterwissenschaften, wo er im Oktober 2015 auch zum "Doctor Philosophiae" promoviert wurde. Seine Studie "Theater_Macht_Politik" ist 2016 erschienen. Nix erhielt im Dezember 2018 für seine Inszenierung von Warten auf Godot den Preis für beste Regie beim Internationalen Theaterfestival in Erbil im Nordirak.
Nach einer öffentlichen Ausschreibung und einem Hearing entschied sich die Auswahljury der Tiroler Volksschauspiele in Telfs für Christoph Nix als künstlerischen Leiter für die Jahre 2021 bis 2024. Im Dezember 2021 wurde bekannt, dass Christoph Nix seinen Vertrag als künstlerischer Leiter mit Ende der Spielzeit 2022 auflösen werde. Zu seinem Nachfolger wurde Gregor Bloéb bestellt.

### Schriftsteller und Kulturpolitiker
Christoph Nix hat mittlerweile fünf Romane veröffentlicht: Junge Hunde (2008) und Rabenjagd (2010) wurden als eigenwillig zeitgenössische Werke seit der 68er-Zeit von der Kritik positiv aufgenommen. Zwischen 2018 und 2023 veröffentlichte Nix drei Romane, die als seine „afrikanische Trilogie“ beschrieben werden. Der erste Roman spielt in Uganda, der zweite in Togo und der dritte in Burundi und in Kongo. Der Held des Romans Muzungu (2018) ist ein ugandischer Kriminalkommissar, der den internationalen Waffenhandel in Bedrängnis bringt. Im zweiten Roman begegnet ein deutscher Schauspieler, der den Mord an seinem Kollegen in Togo aufklären will, eine Verflechtung von politischer und wirtschaftlichen Interessen, die bis nach Europa reichen.
Daneben schreibt Nix auch Short Stories.
Christoph Nix hat seine kulturpolitischen Thesen Kultur für fast alle sowohl im Berliner Tagesspiegel als auch in der Badischen Zeitung veröffentlicht. 
Er spielte im August 2010 in einem afrikanischen Theaterprojekt über Warten auf Godot in Lomé den Pozzo. Nix ist Vorstandsmitglied eines Vereins, der Theaterpädagogik und Theaterprojekte in Togo, Malawi und Burundi fördert.

### Ehrenämter
Im Januar 2021 wurde er durch das Auswärtige Amt zum Honorarkonsul der Republik Malawi ernannt.

## Zitat
„Theater lebt vom Risiko und davon, dass mutige Menschen etwas wagen, wovor andere sich fürchten. Lieber scheitern, als träge werden, lieber die Bühne verlassen, als ein Jasager sein.“

## Veröffentlichungen

### Prosa
- Als hätten sie den Westerwald mit Olivenbäumen bepflanzt. Erzählungen. Buntbuch, Hamburg 1983.
- Junge Hunde. Roman. Das Neue Berlin, Berlin 2008, ISBN 978-3-360-01937-0.
- Rabenjagd. Erzählung. Theater der Zeit, Berlin 2009, ISBN 978-3-940737-64-9.
- Muzungu. Roman. Transit Verlag, Berlin 2018, ISBN 978-3-88747-362-4.
- Lomé. Der Aufstand. Roman. Transit Verlag, Berlin 2020.
- Kongotopia. Roman. Edition Königstuhl, St. Gallenkappel (Kanton St. Gallen) 2023, ISBN 978-3-9073-3946-6.
- Gramscis Geist. Ein Sardisches Tagebuch, mit Zeichnungen von Katrin Bollmann und Fotos von Sebastiano Piras, VSA Verlag, Hamburg 2024, ISBN 978-3-96488-223-3

### Theaterstücke
- Der Glöckner von Notre-Dame (Notre-Dame de Paris) nach Victor Hugo, für das Theater adaptiert zusammen mit Jan Kauenhowen und Miriam Reimers, Verlag der Autoren, Frankfurt, 2012 (UA: Theater Konstanz, 29. Juni 2012)
- Rut, die Freundin der Lieblichen. Monolog für eine Schauspielerin, Verlag der Autoren, Frankfurt, 2018 (UA Theater Konstanz, 8. April 2018)

### Recht und Rechtswissenschaft
- mit Mitgliedern der Gefangenenvertretung Butzbach (Hrsg.): Gefangenenmitverantwortung. Unterdrückungsinstrument oder Instrument zur Beseitigung der Unterdrückung? Edition Syntesis, Wettenberg 1980.
- mit Ludwig Müller (Hrsg.): Politische Prozesse in der Türkei. Prozeßbeobachtungen und Verfahrensrecht. Hamburg 1983.
- mit Ulrich Sonnemann: Die Vergangenheit, die nicht endete. Machtrausch, Geschäft und Verfassungsverrat im Justizskandal Brühne-Ferbach. Focus, Gießen 1985, ISBN 3-88349-324-4.
- Die Vereinigungsfreiheit im Strafvollzug. Dissertation. Focus, Gießen 1990, ISBN 3-88349-384-8.
- mit Winfried Möller (Hrsg.): Kommentar zum Kinder- und Jugendhilfegesetz. Beltz, Weinheim 1991.
- mit Detlef Cabanis (Hrsg.): Kurzkommentar zum Jugendgerichtsgesetz mit Richtlinien und Verwaltungsvorschriften. Beltz, Weinheim 1994.
- Deutsche Kurzschlüsse. Einlassungen zu Justiz, Macht und Herrschaft. Europäische Verlagsanstalt, Hamburg 1997, ISBN 3-434-46234-1.
- Leitfaden für Strafentlassene. Hannover 2006.
- mit Winfried Möller: Kurzkommentar zum SGB VIII. Reinhardt/UTB, München 2006.
- Einführung in das Bühnenrecht für junge Schauspielerinnen und Schauspieler. FH Hannover 2006.
- Eiszeit oder Abschied von der Evangelischen Hochschule. Eine Festschrift. Focus, Gießen 2007, ISBN 978-3-88349-516-3.
- Einführung in das Jugendstrafrecht. UTB, München 2011, ISBN 978-3-8252-3216-0.
- Kommentar zum NV-Bühne. 2. Auflage. NOMOS, Baden-Baden 2011.
- mit Hanns Kurz und Beate Kehrl: Praxishandbuch Theater- und Kulturveranstaltungsrecht. 2. Auflage. C.H.BECK, München 2015, ISBN 978-3-406-65122-9.
- mit Simon Pschorr (Hrsg.) Jugendgerichtsgesetz. Praxiskommentar. W. Kohlhammer, Stuttgart 2023.

### Theater und Theaterwissenschaft
- Das Theater und sein Erfolg. Beiträge zu einer endlosen Debatte. Focus, Gießen 2004, ISBN 3-88349-508-5.
- mit Astrid Schweimler (Hrsg.): 80 Jahre Theater Nordhausen (1917-1997).  Kohlmann, Bad Lauterberg, 1997.
- mit Udo Donau, Klaus Engert (Hrsg.): Das Theater und das Geld. Beiträge zu einer mühseligen Debatte. Edition Theater und Kritik Bd. 1, Focus, Gießen 1997.
- mit Udo Donau, Klaus Engert (Hrsg.):  Das Theater und der Markt. Beiträge zu einer lasterhaften Debatte. Edition Theater und Kritik Bd. 2, Focus, Gießen 1999.
- mit Petra Wronewitz, Frank Depenheuer (Hrsg.): Das Theater und das Urheberrecht. Versuche einer Aufklärung. Edition Theater und Kritik Bd. 3, Focus, Gießen 1999.
- mit Bärbel Bojarsky, Klaus Engert (Hrsg.): Das Theater und die Energie. Beiträge zu einer spannungsreichen Debatte. Edition Theater und Kritik Bd. 4, Focus, Gießen 1999.
- mit Andreas Seyffert (Hrsg.): Die Wüste lebt. Beiträge zu einer ausweglosen Theaterdebatte. Edition Theater und Kritik Bd. 5, Focus, Gießen 1999.
- War das was? Staatstheater Kassel 1999 bis 2004. Focus, Gießen 2004, ISBN 3-88349-507-7.
- Erfolg am Theater. Focus, Gießen 2004.
- mit Dietmar Sachser, Marianne Streisand (Hrsg.): Theaterpädagogik. Theater der Zeit, Berlin 2012, ISBN  978-3-942449-39-7.
- Theater_Macht_Politik. Zur Situation des deutschsprachigen Theaters im 21. Jahrhundert. Theater der Zeit, Berlin 2016, ISBN 978-3-95749-077-3.

### Aufsätze

#### Rechtswissenschaft
- Über die Anwendung des Strafvollzugsgesetzes in den Hessischen Haftanstalten. In: Freiheit und Gleichheit, Oktober 1980, S. 113 ff.
- Gefangenenmitverantwortung, Unterdrückungsinstrument oder Instrument zur Beseitigung von Unterdrückung. Beiträge über das Butzbacher Modell einer Gefangenenvertretung, Wettenberg 1980.
- Frank Arnau: Ein Publizist auf der Suche nach Gerechtigkeit. Rundfunksendung am 14. Februar 1981, Redaktion Gert Kalow.
- Politische Strafprozesse in der Türkei. Über den Versuch einer Einflussnahme. In: DuR 1982, S. 307 ff.
- § 121 Abs. 5 - oder die Einschränkung des Rechtsweges in Strafvollzugssachen. Co-Autor Bernd Kunert. In: Strafverteidiger, 1983, S. 121 ff.
- Anklage erhoben. Zum 70. Geburtstag von Birgitta Wolf, (Sammelrezension). In: MSchrKrim, 1983, S. 192 f.
- Theatralik der Justiz. Über die Juristenfortbildung des RAV. In: DuR 1984, S. 330.
- Drinnen sieht die Sache ganz anders aus. Über systematische und alltägliche Demütigungen im Strafvollzug. Rundfunksendung, Frankfurt 1985.
- Ausländerrecht - Politische Instrumentarien. In: links, Mai 1990, S. 6 ff.
- Gefangenenvertretungen in Hessen und Rheinland-Pfalz. Eine vergleichende Studie. In: MSchrKrim, 1991, Heft 2, S. 113 ff.
- Für ein Zeugnisverweigerungsrecht der Sozialarbeit. Die Novellierungen zu § 53 Abs. 1 StPO. In: Sozialmagazin, 1990, Heft 12, S. 38 ff.
- Der Erziehungsgedanke im Jugendstrafrecht, zugleich eine Rezension zu: Friedrich Schaffstein. In: ZfJ, 1991, Heft 11, S. 541 ff.
- mit Jörg Böse: Kriminalitätsbelastungen bei Studentinnen und Studenten der Sozialpädagogik. In: Sozialmagazin, Heft März 1992, S. 36 ff.
- Die Aufgaben des Jugendamtes – als Vormundschafts- und Familiengerichtshilfe. Gedanken zur Standortbestimmung des Jugendamtes nach den §§ 50 f KJHG. In: Unsere Jugend, 1992, S. 202 ff.
- Maßregelvollzug in der Kritik. Haus mit Käfigen. In: Publik Forum, 1992, Heft 11, S. 15 f.
- Der Philosoph als Detektiv. Eine kriminogene Collage. In: Festschrift für Ulrich Sonnemann. Hamburg 1992, u.  Frankfurter Hefte 1992, S. 844 ff.
- Der Haftgrund der Verdunkelungsgefahr. In: Strafverteidiger, 1992, S. 445.
- Das kann härter sein als lebenslänglich. In: Deutsches Allgemeines Sonntagsblatt, 1992, Nr. 39 (vom 25. September), S. 6.
- Über das Sitzen bleiben und andere Ungebührlichkeiten vor Gericht. In: Norbert Leygraf (Hrsg.): Die Sprache des Verbrechens. Wege zu einer klinischen Kriminologie. Festschrift für Wilfried Rasch. Stuttgart / Berlin / Köln 1993.
- Die Reduktion der Richterbank. Ein Verstoß gegen das Prinzip des gesetzlichen Richters. In: Neue Justiz, 1992, S. 451.
- Über das Scheitern deutscher Abolitionismen. In: Knut Papendorf, Karl F. Schumann (Hrsg.): Kein schärfer Schwert, denn das für Freiheit streitet. Eine Festschrift für Thomas Mathiesen. Bielefeld 1993
- Vorläufige Festnahme und verbotene Vernehmungsmethoden gegenüber Kindern, Jugendlichen und Heranwachsenden im strafrechtlichen Ermittlungsverfahren. In: MschrKrim, 1993, S. 183 ff.
- Insassenvertretung im Strafvollzug. Eine demokratische Perspektive oder ein therapeutisches Beruhigungskonzept. In: Strafverteidiger-Forum, 1994.
- Die Zuständigkeit des Jugendhilfeausschusses in der kommunalpolitischen Praxis. In: ZfJ, 1994, Heft 4.
- Die Ablehnung des polizeilichen Sachverständigen in der strafrechtlichen Hauptverhandlung. Karl Peters zum 90. Geburtstag. In: Kriminalistik, 1994, S. 83 ff.
- Sachverständiger und Polizei. Eine Duplik auf Steinke. In: Kriminalistik, 1994, S. 240.
- Der Richter und seine Gehilfen. Glaubwürdigkeitsbeurteilung und Beweiswürdigung. In: Kriminalistik, 1994, Heft 5.
- Kurzer Prozess. Strafrechtspflege in der deutschen Provinz. In: Wochenpost, 3. März 1994, S. 40.
- Das verschlossene Amtsgericht. In: Strafverteidiger-Forum, 1994, Heft 3, S. 64.
- Versetzung eines Pfarrers mangels „gedeihlichen Wirkens“ aus seiner bisherigen Pfarrstelle. In: C. Merkel: Aufbruch zum Diesseits, Festschrift für Willi Fahlbuch. Hannover 1995, S. 374.
- Erkenntnisinteresse und Gegenreform. Am Beispiel der strafprozessualen Hauptverhandlung. In: Strafverteidiger-Forum, 1996, S. 37–46.
- Gefangenenmitverantwortung und Kulturarbeit als Mittel der Resozialisierung. In: Bundesvereinigung der Anstaltsleiter, 21. Arbeitstagung in Wustrau.
- Controlling im Theater. Deutsche Bühne, Februar 1997.
- Der Rollenpanzer inhaftierter Jugendlicher ist fester als irgendwo sonst - Über theatrale Mittel bei Gewalt- und Kriminalprävention (mit Uta Plate). In: Frankfurter Rundschau, 1. Dezember 1997.
- Unbedingt die Johanna machen – Zum 100. Geburtstag von Bert Brecht. In: die tageszeitung, 14. Januar 1998.
- Das Sofa, auf dem Herr Brecht sich für eine bessere Welt herumtrieb. In: Berliner Morgenpost, 18. Februar 1998.
- Kultur für alle – Über das Ende einer Illusion?. In: Kulturmagazin, Nr. 40, Juni 1998.
- Das ganze Theater muss ein Gesamtkunstwerk sein (Interview). In: HNA, 7. Juli 1998.
- Immer scheitern, besser scheitern - Zum 80. Geburtstag von Peter Palitzsch. In: die tageszeitung, 11. September 1998.
- Theaterkrach am laufenden Band. In: Frank Quilitzsch: Wie im Westen so auf Erden, Gespräche mit Schriftstellern und Liedermachern, Dichtern und Theaterleuten, Rocksängern und Pastoren 1991–97, Kirchheim Verlag, München 1998, S. 114 ff.
- Der Osten, die Theater und ihr Tod - in den neuen Ländern fehlt es an Geld und Konzeptionen. In: Frankfurter Rundschau, 20. März 1999.
- Opern-Kapital - Impressionen aus Lissabon. In: Frankfurter Rundschau, 3. Juli 1999.
- Macht Kunst (bestenfalls) - Kleiner Versuch über den Theaterintendanten. In: Frankfurter Rundschau, 3. August 1999
- JWG: Flüchten oder standhalten, Beitrag zum Goethe-Jahr. In: Thüringer Allgemeine, 21. August 1999.
- Der Bischoff und die Spitzel - Stasi-Verstrickungen am Theater. In: Die Welt, 16. März 2000.
- Der Kultur-Dezernent. In: Frankfurter Rundschau, 13. Dezember 2001.
- Das geschlossene Theater. Über den Lokalismus in der Thüringer Kulturpolitik. In: Frankfurter Rundschau, 30. Januar 2002.
- Kann denn Weimar Sünde sein? In: Die Welt, 18. März 2002.
- Sport ist Mord. Wider den Verdrängungswettbewerb im Theater. In: Süddeutsche Zeitung, 20. März 2002.
- Und täglich grüßt der Orca. Der kanadische Westen. In: HNA, 14. April 2002.
- Theater muss Kult sein. In: Publik vom 23. April 2002. (Interview)
- Geschichte und Eigen-Sinn. In: Gerhard Freiling, Günter Schärer-Pohlmann: Geschichte und Kritik - eine Festschrift für Prof. Heinrich Brinkmann. Gießen 2002, S. 411 ff.
- Die Perle Afrikas. Bericht über Uganda. In: HNA, 24. November 2002.
- Schenker und die Bremer Stadtmusikanten oder Etwas besseres als den Tod finden wir gewiss! In: Landschaft für Schenker, 2003.
- Der NV Bühne – kein großer Schritt in die Zukunft. In: Theater der Zeit, Februar 2003.
- Wie ich Tabori das Leben rettete … In: Süddeutsche Zeitung, 17. März 2003.
- Lied-gut? Wie ein Staatsorchester einmal die Internationale spielen wollte ….In: Süddeutsche Zeitung, 4. Juni 2004.
- Kunst für fast alle. Ein Manifest. In: Der Tagesspiegel, 15. Juli 2004 u. Badische Zeitung, 21. Juli 2004, Südkurier, März 2006.
- Chile - eine Insel am Ende der Welt. In: HNA, 25. Juli 2004.
- Der Soldat und der Mantel. Recht und Kunst in der sozialen Arbeit. In: SozialExtra, 11/2004, S. 30 ff.
- Tauziehen um Titel. Promotionsrecht an Fachhochschulen. In: Frankfurter Rundschau, 26. Oktober 2004, S. 27.
- Über die Kunst und das Soziale. Abschied vom Kultur- und Wohlfahrtsstaat. In: Kulturpolitische Mitteilungen, 107, Heft IV/2004, S. 34 ff.
- Bologna, Pisa, Kampala – Über die Kolonialisierung der europäischen Bildungspolitik. In: Frankfurter Rundschau, 21. Dezember 2004, S. 28
- Über das Anklopfen an Zellentüren und andere Ungewöhnlichkeiten in der Haft. Anmerkungen zum Angleichungsgrundsatz des § 3 StVollzG. In: S.U. Borckhardt, C. Grabsch, H. Pollähne, u. a.: Korrespondenzen - Festschrift für Johannes Feest. Münster 2005, S. 52 ff.
- Das Orchester und der Dirigent. In: Badische Zeitung, 27. Dezember 2004.
- Unfallverhütung und Delegation von Verantwortung. Wie wird Arbeitssicherheit im Theater gewährleistet? In: Bühnentechnische Rundschau, Heft 2, 2005, S. 32 ff.
- Über den Verlust der Utopie - oder das Meer in mir. In: Johannea, 2005, S. 66 ff.
- Die Wirtschaftlichkeitsprüfung nach § 106 SGB V. In: MedR, Heft 2/2006.
- Bericht der Jugendgerichtshilfe, Urteilsanmerkung zum Beschluss des OLG Hamm vom 24. Juni 2004. In: ZfJ, Heft 7/8, 2005, S. 325 f.
- Fröhliche Sozialarbeit. In: neue praxis, Heft 1/2006, S. 114–120.
- Der Zuschauer im Publikum – ratlos? Der Theatermacher in der Menge – sprachlos. In: Andrea Hausmann, Sabrina Helm (Hrsg.): Kundenorientierung im Kulturbetrieb, Grundlagen, Innovative Konzepte, Praktische Umsetzung. Wiesbaden 2006, S. 265–274.
- Klassen-Kämpfe, 1968 – Schule den Schülern - Amis raus aus Vietnam. In: Wagner, Schütz, Schichtholz: 50 Jahre Johanneum-Gymnasium Herborn. 2006.

#### Theaterwissenschaft
- Demokratie im Theater. In: Bühnengenossenschaft, H 10, 1996, S. 12 ff.
- Kultur in der Provinz – Provinzkultur?. In: Demokratische Gemeinde, Heft 11, S. 55 f.
- Kultur und Geld, Geist und Sünde. In: Theater der Zeit, Heft 3, Mai/Juni 1997. S. 46 ff. und in: Bühnengenossenschaft, Heft 5 1997.
- Darstellende Kunst. In: Hermann Fischer, Steven Reich: Der Künstler und sein Recht - ein Handbuch für die Praxis. München 2006, S. 222–232.
- Über das verlorene Lachen. In: Deutsche Bühne, 10/2007, S. 34 ff.
- Normalvertrag Bühne, Handkommentar mit Jan Hegmann, Rolf Hemke. Baden-Baden 2008.
- Innere Haltung. Über die Dramaturgie des Sprechens und andere Mißverständnisse. In: Musik und Kirche, 2/2010, S. 78 ff., mit Käppeler und Junghans.
- Bretter, die kein Geld bedeuten. In: Süddeutsche Zeitung Nr. 5, 8. Januar 2016, S. 13
- Dann lieber scheitern. In: Süddeutsche Zeitung Nr. 149, 2. Juli 2021, S. 11